# Shiselweni (vùng)
Shiselweni là một vùng của Eswatini, nằm ở phía nam của đất nước. Vào năm 2017, dân số của vùng là 212.531 người. Trung tâm hành chính của nó là Nhlangano. Nó được chia thành 14 tinkhundla, và giáp với vùng Lubombo ở phía đông bắc, giáp với vùng Manzini ở phía tây bắc, tỉnh Mpumalanga của Nam Phi ở phía tây nam và tỉnh KwaZulu-Natal của Nam Phi ở phía nam. Chỉ số phát triển con người vào năm 2017 là 0,575.

## Tôn giáo
Kitô giáo và Hồi giáo là các tôn giáo chính trong khu vực. Nhà thờ Hồi giáo Baitul Hadi nằm ở thị trấn Hlatikulu.